# Dodge Charger SRT Hellcat
Der Dodge Charger SRT Hellcat ist ein Sportwagen der Fiat Chrysler N.V., der zwischen Ende 2014 und Ende 2023 von Dodge gebaut und vermarktet wurde. Bei dem Fahrzeug handelt es sich um das Topmodell der ab 2011 produzierten zweiten Generation des Dodge Charger. Der Charger SRT Hellcat war bei Markteinführung die stärkste serienmäßige viertürige Limousine der Welt.

## Technische Daten
Der Charger SRT Hellcat ist mit dem V8-Hemi-Motor mit Kompressoraufladung aus dem Challenger SRT Hellcat ausgestattet. Der Motor hat 6166 cm³ Hubraum, leistet 527 kW (717 PS) und 881 Nm bei 4800/min. Das Fahrzeug hat einen Frontmotor und Hinterradantrieb und ist serienmäßig mit einem Achtstufen-Automatikgetriebe ausgerüstet. Zum Modelljahr 2021 präsentierte Dodge im Juli 2020 den 594 kW (808 PS) starken SRT Hellcat Redeye.
| Kenngrößen                                  | Charger SRT Hellcat            | Charger SRT Hellcat Redeye     |
| Bauzeitraum                                 | 2014–2023                      | 2021–2023                      |
| Motorkenndaten                              |                                |                                |
| Motor                                       | Chrysler HEMI 6.2 Supercharged | Chrysler HEMI 6.2 Supercharged |
| Motortyp                                    | V8-Ottomotor mit Kompressor    | V8-Ottomotor mit Kompressor    |
| Hubraum                                     | 6166 cm³                       | 6166 cm³                       |
| max. Leistung                               | 527 kW (717 PS) bei 6000/min   | 594 kW (808 PS) bei 6300/min   |
| max. Drehmoment                             | 881 Nm bei 4800/min            | 959 Nm bei 4500/min            |
| Kraftübertragung                            |                                |                                |
| Antrieb, serienmäßig                        | Hinterradantrieb               | Hinterradantrieb               |
| Getriebe, serienmäßig                       | 8-Gang-Automatikgetriebe       | 8-Gang-Automatikgetriebe       |
| Messwerte                                   |                                |                                |
| Höchstgeschwindigkeit                       | 320 km/h                       | 327 km/h                       |
| Beschleunigung, 0–100 km/h                  | 3,7 s                          | 3,6 s                          |
| Kraftstoffverbrauch auf 100 km (kombiniert) | 15,4 l Super                   | 15,7 l Super                   |
| CO2-Emission (kombiniert)                   | 380 g/km                       |                                |
| Tankinhalt                                  | 70 l                           | 70 l                           |